# Pinang Sebatang Barat
Pinang Sebatang Barat is een bestuurslaag in het regentschap Siak van de provincie Riau, Indonesië. Pinang Sebatang Barat telt 5174 inwoners (volkstelling 2010).